# 파나티나이코스 AO
파나티나이코스 AO(Panathinaikos A.O.)는 그리스 아테네의 종합 스포츠 클럽이다. 여러 종목 팀들을 운영하고 있다.

## 팀 목록
- 파나티나이코스 FC (축구)
- 파나티나이코스 BC (농구)
- 파나티나이코스 (여자 농구)
- 파나티나이코스 VC (배구)
- 파나티나이코스 (여자 배구)
- 파나티나이코스 (탁구)
- 파나티나이코스 WPC (수구)
- 파나티나이코스 (수영)
- 파나티나이코스 (육상)
- 파나티나이코스 (펜싱)
- 파나티나이코스 (레슬링)
- 파나티나이코스 (역도)
- 파나티나이코스 (권투)
- 파나티나이코스 (사이클)
- 파나티나이코스 (사격)
- 파나티나이코스 (양궁)
- 파나티나이코스 (럭비)
- 파나티나이코스 (야구)
- 파나티나이코스 (다이빙)
- 파나티나이코스 (하키)
- 파나티나이코스 (가라데)
- 파나티나이코스 (근대 5종)